# (39991) Iochroma
1998 HR37 (asteroide 39991) é um asteroide da cintura principal. Possui uma excentricidade de 0.16196210 e uma inclinação de 3.43013º.
Este asteroide foi descoberto no dia 20 de abril de 1998 por LINEAR em Socorro.